# Sassari-Cagliari 1982
La Sassari-Cagliari 1982, trentesima edizione della corsa, si svolse il 3 marzo 1982 su un percorso di 216 km. La vittoria fu appannaggio del belga Alfons De Wolf, che completò il percorso in 5h42'03", precedendo gli italiani Pierangelo Bincoletto e Giovanni Mantovani.

## Ordine d'arrivo (Top 10)
| Pos. | Corridore             | Squadra              | Tempo    |
| ---- | --------------------- | -------------------- | -------- |
| 1    | Alfons De Wolf        | Vermeer-Thijs        | 5h42'03" |
| 2    | Pierangelo Bincoletto | Sammontana-Benotto   | s.t.     |
| 3    | Giovanni Mantovani    | Famcucine-Campagnolo | s.t.     |
| 4    | Silvestro Milani      | Hoonved-Bottecchia   | s.t.     |
| 5    | Silvano Contini       | Bianchi-Piaggio      | s.t.     |
| 6    | Piero Ghibaudo        | Famcucine-Campagnolo | s.t.     |
| 7    | Simone Fraccaro       | Gis Gelati-Olmo      | s.t.     |
| 8    | Wladimiro Panizza     | Del Tongo-Colnago    | s.t.     |
| 9    | Hennie Kuiper         | DAF Trucks           | s.t.     |
| 10   | Jan van Houwelingen   | Vermeer-Thijs        | a 56"    |